# Synphoxus novaezelandicus
Synphoxus novaezelandicus är en kräftdjursart som beskrevs av Gurjanova 1980. Synphoxus novaezelandicus ingår i släktet Synphoxus och familjen Phoxocephalidae. Inga underarter finns listade i Catalogue of Life.